# Truscolo
Truscolo (anche Truscolo di Paugnano, in sloveno Truške) è un insediamento di 53 abitanti del comune sloveno di Capodistria, situato nell'entroterra dell'Istria settentrionale.
Sulla carta turistica della Slovenia, dove c'è il paese di Truscolo è scritto Kozloviči mentre Truške è segnalato nl punto in cui si trova la chiesa di S. Canziano, dagli Sloveni chiamata Fara. Nel passato Truscolo ebbe diverse denominazioni; fu chiamato Cerusol, Ceruscolo. Ceruschie e Trusche. Vi si giunge da Tersecco superando il fiume Dragogna e salendo lungo la valle del torrente Denarnecco oppure discendendo la valle partendo da Maresego. Il paese, a 317 m di quota, è il borgo principale a cui fanno capo alcune frazioni: Giurassi, Bocciai, Cortina. Gugnacci e Versice, tutte composte da gruppi di case contadine che vissero le vicende storiche di Truscolo. L'esteso territorio consta di un complicato sistema di colline ricoperte da boschi, pascoli e colture. È noto che l'imperatore Enrico IV donò questo paese allora chiamato Trusche, e le sue frazioni, nel 1067, ad Ellenardo vescovo di Frisinga. Nel 1488 Giovanni Nucio fu investito del feudo di Truscolo dal vescovo Valeresso di Capodistria alla cui diocesi il paese era pervenuto nei secoli precedenti. Fu quindi possesso di nobili famiglie di Capodistria. Nel 1490 la popolazione fu decimata dalle pestilenze.
Da Truscolo, l'attuale Koslovici, si prosegue verso Cortina lasciando sulla destra Bocciai; arrivati in cima alla salita si gira a sinistra per uno sterrato che porta alla chiesa parrocchiale di San Canziano passando davanti al cimitero con cipressi secolari e una cappelletta.
La pieve di Truscolo era dedicata ai santi aquileiesi martiri Canzio, Canziano e Canzianilla. La chiesa di San Canziano è alta, spaziosa, con quattro piccole cappelle laterali semicircolari, che contengono altrettanti altari con sei finestre soprastanti; ha un campanile a vela con bifore e soprastantre monofora con due piccole cuspidi ai lati. Nella bifora sono collocate due grandi campane. Sul portale della chiesa, riparata da un tettuccio, è scritta la data di costruzione, il 1778; la circondano altissimi cipressi. Nel sagrato erboso, piuttosto grande, contenuto da un muro a secco in arenaria, un paio di tavoli e sedili in pietra.
La pieve aveva sotto di sé le chiese di Pregara, Loparo, Zabavia, Laura (Capodistria), Glem e Boste. Accanto alla chiesa si trova la bella canonica rifatta nel dopoguerra, dopo che era stata incendiata dalle truppe nazifasciste.
La vista che si gode da questo sito è molto piacevole; meritano uno sguardo le secolari querce che si trovano alla sinistra sotto il piano del sagrato. A Versice, un tempo Trusche vecchio, posta più a sud sopra un monticello, fra le poche cose che ivi si trovano, esisteva la chiesetta della Beata Vergine Miracolosa, che svolgeva la sua funzione spirituale prima della costruzione della chiesa di S. Canziano.